# گویش هزارگی
هزارگی (آزرگی) گویش و لهجه‌ای از زبان فارسی است که مردم هزاره به آن صحبت می‌کنند.
هزارگی برخی از ویژگی‌های دستوری سدهٔ چهارم و پنجم هجری، را در خود حفظ کرده است. گویش هزارگی از گونهٔ زبان فارسی غزنه و خراسان خاوری ریشه گرفته است. در این گویش دو حرف «د» و «ت» غلیظ نیز وجود دارد که تلفظ‌شان نزدیک به تلفظ آن حروف در زبان‌های اردو و پشتو است. در گویش هزارگی بسیاری از واژه‌های اوستایی موجود است که به گفته برخی محققان و زبان‌شناسان، بیش از ۲۵٪ از واژگان این لهجه ریشهٔ اوستایی دارند؛ مثلاً: هزارگی آبست، اوستایی آبستا که هردو به معنی خویشاوند است یا واژه‌های دیگری مثل: ابسو، اِنگهَ، اوته، اوثه، جُنگه، کوور، خسور، تفت، خیرتو، پیتَو، اسپی، گیرو و… برخی از زبان‌شناسان بدون تحقیق و ریشه‌یابی واژه‌ها به روش علمی، به نظریه‌پردازی اقدام نموده و این واژگان را غیر (فارسی، ترکی، مغولی و عربی) دانسته‌اند.
نجیب مایل هروی در مورد گویش هزارگی:
«گونهٔ فارسی هزاره‌ای از اصیل‌ترین و کهن‌ترین خصیصه‌های مربوط به زبان فارسی برخوردار است به‌طوری که خصیصه‌های معمول در گونه‌های زبان فارسی سدهٔ چهارم و پنجم مانند فعل مرکب به جای فعل بسیط، حروف، قیود، ادات تنبیه قدیم، کاربردهای فعل‌های پیشوندی قدیم، تکرارهای فعلی، ضمیرهای قدیم و ابدالهای قابل توجه، در گونهٔ مزبور رواج تام دارد. بررسی این گونهٔ فارسی افغانستان پیش از آنکه مهجور و غریب شود، بخاطر بررسی‌های تاریخی زبان فارسی و حل معضلات متون کهن و دیرینهٔ فارسی از امور فوری و ضرور عصر ماست.»

## طبقه‌بندی
گویش هزارگی یک نوع شرقی از زبان فارسی است که با گویش دری ارتباط نزدیک دارد. تفاوت‌های اصلی بین دو گویش دری و هزارگی لهجه است و از نظر تاریخی به‌عنوان گویشی از زبان فارسی با وام‌واژه‌های زیادی از تُرکی طبقه‌بندی می‌شود. این عضو شاخهٔ از زبان‌های ایرانی از خانوادهٔ هندواروپایی است. علی‌رغم این تفاوت‌ها، آن‌ها از یکدیگر قابل درک هستند.

## پراکندگی
هزارگی توسط مردم هزاره، که عمدتاً در افغانستان (به‌ویژه در منطقه هزارستان و همچنین در مناطق عمده شهری) زندگی می‌کنند، با جمعیت قابل توجهی در پاکستان (به‌ویژه در کویته) و ایران (به‌ویژه در مشهد)، و سایر مناطق هزاره‌نشین سخنور دارد.

## واژگان
وام‌واژه‌های هزارگی به هفت گروه زیر تقسیم می‌شود:
1. وام‌واژه‌های بازمانده از ترکی[۱۷][۱۸]
2. وام‌واژه‌های بازمانده از مغولی[۱۹]
3. وام‌واژه‌های بازمانده از اردو و هندی[۲۰]
4. وام‌واژه‌های بازمانده از پشتو[۲۱]
5. وام‌واژه‌های بازمانده از انگلیسی[۲۲]
6. وام‌واژه‌های بازمانده از عربی[۲۳]
7. وام‌واژه‌های بازمانده از روسی[۲۴]

### واژگان با ریشهٔ ترکی[۱۷][۱۸]
- اصطلاحات خویشاوندی:

| ترکی/هزارگی | آبه  | آته | نَقَچی | اِزنَه      |
| معادل دری   | مادر | پدر | دایی | شوهرخواهر |

- نام‌های اعضاء بدن:

| ترکی/هزارگی | قاش  | کیرپَک   | قول  | قَی | وُقرَه | قَبَرقَه |
| معادل دری   | ابرو | مژهٔ چشم | بازو | پا | چشم  | دنده  |

- نام‌های حیوانات:

| ترکی/هزارگی | تَکّه   | جَریَه   | قَجِیر | قوچ       |
| معادل دری   | بُز نَر | خارپشت | عقاب | گوسفندِ نَر |

### واژگان با ریشهٔ مغولی[۱۹]
- اصطلاحات خویشاوندی:

| مغولی/هزارگی | اَبَغَه | باجه   |
| معادل دری    | عمو  | باجناغ |

- نام‌های اعضاء بدن:

| مغولی/هزارگی | شیغَی |
| معادل دری    | قوزک |

- نام‌های حیوانات:

| مغولی/هزارگی | چن قیش |
| معادل دری    | خرچنگ  |

## ترکیب آواها
هرگاه کلمه به حروف «ن» ختم شود، در این‌صورت این حروف به‌شکل بی‌قاعده جای خود را به حروف «ه» می‌دهد؛ مانند:
| هزارگی  | دری     | معنای دری |
| ------- | ------- | --------- |
| کیتاب‌مه | کتاب‌من  | کتابم     |
| بیرارمه | برادرمن | برادرم    |

هرگاه حروف «‌ه» و «ح» در اول یا وسط کلمه بیاید، حذف می‌گردد؛ مانند:
| هزارگی | دری   | معنای دری |
| ------ | ----- | --------- |
| اوکومت | حکومت | دولت      |
| تُومت   | تهمت  | اتهام‌زدن  |

دیگر ویژگی‌های آوایی گویش هزارگی، قرار زیر است:
۱- «ب» به «و» تبدیل می‌شود:
| هزارگی | دری  | هزارگی | دری |
| ------ | ---- | ------ | --- |
| سَوُز    | سبز  | واز    | باز |
| تُومت   | تهمت | آوُر    | ابر |

۲- «ف» به «پ» تبدیل می‌شود:
| هزارگی | دری   |
| ------ | ----- |
| پقط    | فقط   |
| پولاد  | فولاد |

۳- «ف» به «و» تبدیل می‌شود:
| هزارگی | دری   |
| ------ | ----- |
| اوغان  | افغان |
| لوز    | لفظ   |

۴- «د» به «ت» تبدیل می‌شود:
| هزارگی | دری   |
| ------ | ----- |
| آباتی  | آبادی |
| دامات  | داماد |

۵- «ر» به «ل» تبدیل می‌شود:
| هزارگی | دری   |
| ------ | ----- |
| بلگ    | برگ   |
| سولاخ  | سوراخ |

۶- «ب» به «و» تبدیل می‌شود:
| هزارگی | دری |
| ------ | --- |
| شو     | شب  |
| آو     | آب  |

## ادبیات
گویش هزارگی برای خود هزاره‌ها قابل فهم است اما باز هم در بعضی مناطق واژگان و گویش خاص خودشان را دارد.

### چیستان
بچه‌های هزاره هم مثل دیگران از چیستان لذت می‌برند. اکثر چیستان‌های هزارگی منظوم است. مانند:
تا خانه بالا خانه
منی‌شی بلبل می‌خانه
برگردان
طبقه پایین، طبقه بالا
میان آن بلبل می‌خواند (جواب: زبان)

### ضرب‌المثل‌ها
هزاره‌ها ضرب‌المثل‌های بی‌شماری دارند. ندانستن ضرب‌المثل در جامعهٔ هزاره نوعی جهالت به‌شمار می‌رود. افراد کهن‌سال با گفتن ضرب‌المثل مخاطب خود را تحت تأثیر قرار می‌دهد. مانند:
غم نداری، بز بخر!
بز گرگ از گله دور!
بچهٔ مردم از خود نموشه!

### اشعار هزارگی
بیشتر اشعار هزارگی به‌صورت دوبیتی و چهاربیتی است و سینه به سینه حفظ شده است که در این اواخر تنی چند از نویسندگان آن‌ها جمع‌آوری نمودند. در زیر چند نمونه از آن آورده شده است:
| عجب قومه ای قوم هزاره  |  | که احساس خودی هرگز نداره    |
| به‌مثل پرِ کوک تیت‌پرگ شد |  | به هرجایی که افتاد کد گزاره |

برگردان
افسوس! هزاره چه ملت عجیبی است که احساس دوست‌داشتن خود را ندارد. مثل پر کبک هر جا پراکنده شد و هرجا که تقدیر نوشت خود را از همان‌جا دانست.
| اَلی اسپِ سمند الغار و بولغار |  | جلو از نقره و تنگ از گلِ نار  |
| سحرگاهی مرا به یار رسانی    |  | تو جو بِشکو که من بوسم لبِ یار |

برگردان
اسپ خاکستری رنگ عزیزم، که با یراق و زینی از گلِ نار مجهز شده‌ای. مرا صبح زود به معشوقم برسان، تو جَو بخور که من لب یار را ببوسم.

## دستور زبان
ساختار دستوری هزارگی عملاً با کابلی یکسان است.

### اسم

#### جمع بستن اسم‌ها (باقاعده)
جمع‌بندی اسم‌ها در گویش هزارگی نسبت به‌زبان فارسی کمی فرق می‌کند. در جمع‌بستن اسم‌ها به‌جای پسوندهای «ان» و «ها» از پسوند «ا» استفاده می‌شود:
| هزارگی/فارسی (مفرد) | بیرار/برادر    | گَو/گاو    |
| هزارگی/دری (جمع)    | بیرارو/برادران | گَوا/گاوها |

در بعضی حالات به‌جای پسوند «ا» از پسوند «اُو» استفاده می‌شود:
| هزارگی/فارسی (مفرد) | خوار/خواهر    | دامات/داماد    |
| هزارگی/فارسی (جمع)  | خوارو/خواهران | داماتو/دامادها |

وقتی اسم به حرف «‌ه» ختم شود، برای جمع‌بستن از پسوند گو استفاده می‌شود:
| هزارگی/فارسی (مفرد) | گوسلَه/گوساله     | باجَه/باجناغ     |
| هزارگی/فارسی (جمع)  | گوسَله‌گو/گوساله‌ها | باجَه‌گو/باجناغ‌ها |

#### جمع بستن اسم‌ها (بی‌قاعده)
در اکثر حالات اسم‌ها، با تکرار جمع بسته می‌شوند، طوریکه حرف اول کلمهٔ دوم همیشه «م» است:
| هزارگی (مفرد) | هزارگی (جمع) | معنای فارسی                      |
| ------------- | ------------ | -------------------------------- |
| بچه           | بچه مچه      | بچه‌ها و کسانی که مثل بچه هستند.  |
| کتاب          | کتاب متاب    | کتاب و چیزهای که مثل کتاب استند. |

یادآوری می‌گردد که این قاعده جمع بستن نیست بلکه نوعی بسط است از معلومات به مجهولات:
وقتی کسی می‌گوید: "بچه مچه داری یا نه؟" معنایش این است که پسر یا غیر پسر (اولاد) داری؟
وقتی کسی می‌گوید "گَو مَو استه." یعنی گاو و چهارپایان دیگری از این قبیل هست.
جمع با «ا» یا «وُ» تولید می‌شود. مثل: «کتابا» یعنی «کتاب‌ها»، «گّوُ» یعنی «گاوها»، «درختا» یا «درختُو» به معنی درخت‌ها، «بچچا» به معنی «بچه‌ها»

### ضمیر

#### تلفظ ضمیرها
نحوه تلفظ تمام ضمیرها در گویش هزارگی با زبان دری یکی است؛ اما فقط در دو مورد تمایز دارد:
1. وقتی ضمیر به کلمهٔ «من» ختم شود، آن کلمه به «مه» تغییر می‌یابد؛ مانند: کتاب من = کتاب مه
2. وقتی ضمیر به حرف «ا» ختم شود، آن حرف به «و» تغییر می‌یابد؛ مانند: شما = شمو

#### ضمیرهای نسبتی
در شخص سوم مفرد، برای نسبت دادن به‌جای پسوند فارسی «اَش»، از پسوند «شی» استفاده می‌شود:
| هزارگی/فارسی | خاتون‌شی/خاتونش | خانه‌شی/خانه‌اش |
| معنای فارسی  | همسرش          | منزلش         |

#### ضمیرهای اشاره
در گویش هزارگی ضمیرهای اشاره زیر استفاده می‌شود:
| هزارگی/فارسی (نزدیک) | اینَه/این | اینَه‌می/این‌ها |
| هزارگی/فارسی (دور)   | اونه/آن  | اونه‌مو/آن‌ها  |

### صفات
پسوند «واری» که در زبان فارسی «مانند» معنا می‌دهد، در این گویش کاربرد فراوانی دارد:
- ازمه واری کار کو. (هزارگی)
- مانند من کار کن. (فارسی)

پسوند «ک» که نیز کاربرد فراوان دارد، برای حالت تصغیری استفاده می‌شود و نشان‌دهنده دوست داشتن است:
| هزارگی/فارسی | خوارک/خواهرکوچک   | ماخک/بوسهٔ کوچک             |
| معنای دری    | خواهر دوست داشتنی | بوسه‌ای که از روی محبت باشد |

### حروف اضافه
- به = ره
- در = ده
- بر = روی

### حروف ربط
- اما = لاکین
- اگر = اگه

### اصوت
- عجب = خو!
- آه   = وای
- آفرین = شباش